# گرانرا
گرانرا (به اسپانیایی: Granera) یک منطقهٔ مسکونی در اسپانیا است که در موینس واقع شده‌است. گرانرا ۲۳٫۷ کیلومتر مربع مساحت دارد.